# Universidad de Míchigan
La Universidad de Míchigan (Michigan, UMich o U-M) (en idioma inglés The University of Michigan) es una universidad pública estadounidense que está ubicada en el estado de Míchigan, cuyo campus principal se encuentra en Ann Arbor y tiene otros campus menores en Flint y Dearborn. Es una de las universidades públicas de mayor prestigio en los Estados Unidos.
La Universidad de Míchigan fue fundada en 1817 como una universidad pública cerca de veinte años antes de que Míchigan se convirtiera oficialmente en estado, en la zona de los Grandes Lagos cercana a Detroit con una expropiación de terreno a varias comunidades nativas de América del Norte. En 1837, coincidiendo con la creación del estado de Míchigan, se trasladó a Ann Arbor. La universidad ha sido gobernada por una junta de regentes elegida independientemente del estado desde 1850, cuando se adoptó oficialmente la segunda constitución del estado. La Universidad de Míchigan es una institución mixta desde 1871. La universidad cuenta con unos 32.000 estudiantes de grado y 16.000 de postgrado.  La admisión de estudiantes de grado se clasifica como "más selectiva". Casi la mitad de los estudiantes son de fuera del estado. Los estudiantes internacionales, procedentes de unos 130 países, representan el 15% de todo el alumnado. En 1958 abrió un nuevo campus en Dearborn y posteriormente en Flint. Tiene un total de 28 facultades y escuelas universitarias, con más de 55 000 alumnos matriculados. El Dr. Santa Ono  es el decimoquinto presidente de la Universidad de Míchigan. Fue elegido presidente en 2022 reemplazando a Mark Schlissel, destituido por el consejo de regentes. La más antigua facultad es la de Literatura, Ciencias y las Artes, y la más reciente es la Escuela de Política Pública, financiada por la Fundación Gerald Ford, que data de 1995.
Esta universidad tiene uno de los más grandes presupuestos para investigación entre cualquier otra en los Estados Unidos y una de las más grandes plantillas de exalumnos con 420 000. La Universidad de Míchigan posee además uno de los centros médicos académicos más importantes en los Estados Unidos, el University of Michigan Health System. La universidad es reconocida por su historia en el activismo estudiantil, sus equipos deportivos, más notablemente en fútbol americano, básquetbol y hockey sobre hielo. 
A pesar de ser una institución pública, la Universidad de Míchigan es conocida por las altas tasas pagadas por los estudiantes que vienen de fuera del estado, siendo las más costosas del país (2005). También, a pesar de que la universidad defendió el uso de acción afirmativa ante la Corte Suprema de los Estados Unidos, afirmando que eran constitucionales, en 2003, los votantes en Míchigan aprobaron restricciones a la acción afirmativa en universidades públicas y contratación gubernamental en noviembre de 2006. Esto forzó a la Universidad de Míchigan a cesar el uso de estas prácticas.

## Historia

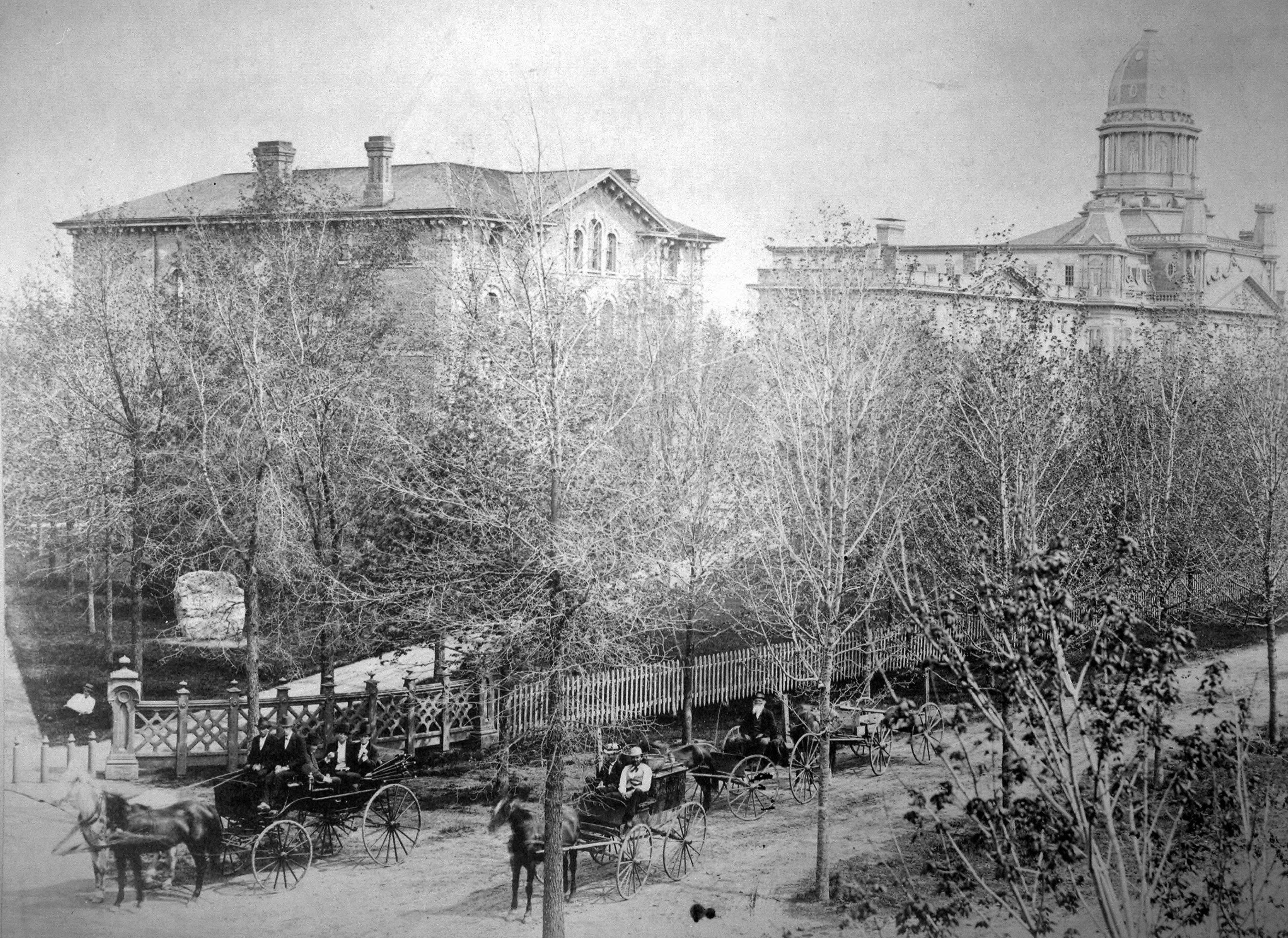
La esquina noroeste de The Diag alrededor de 1873, mostrando la puerta de la universidad, el edificio de Derecho (1863-1950) y el Salón Universitario (1872-1950)

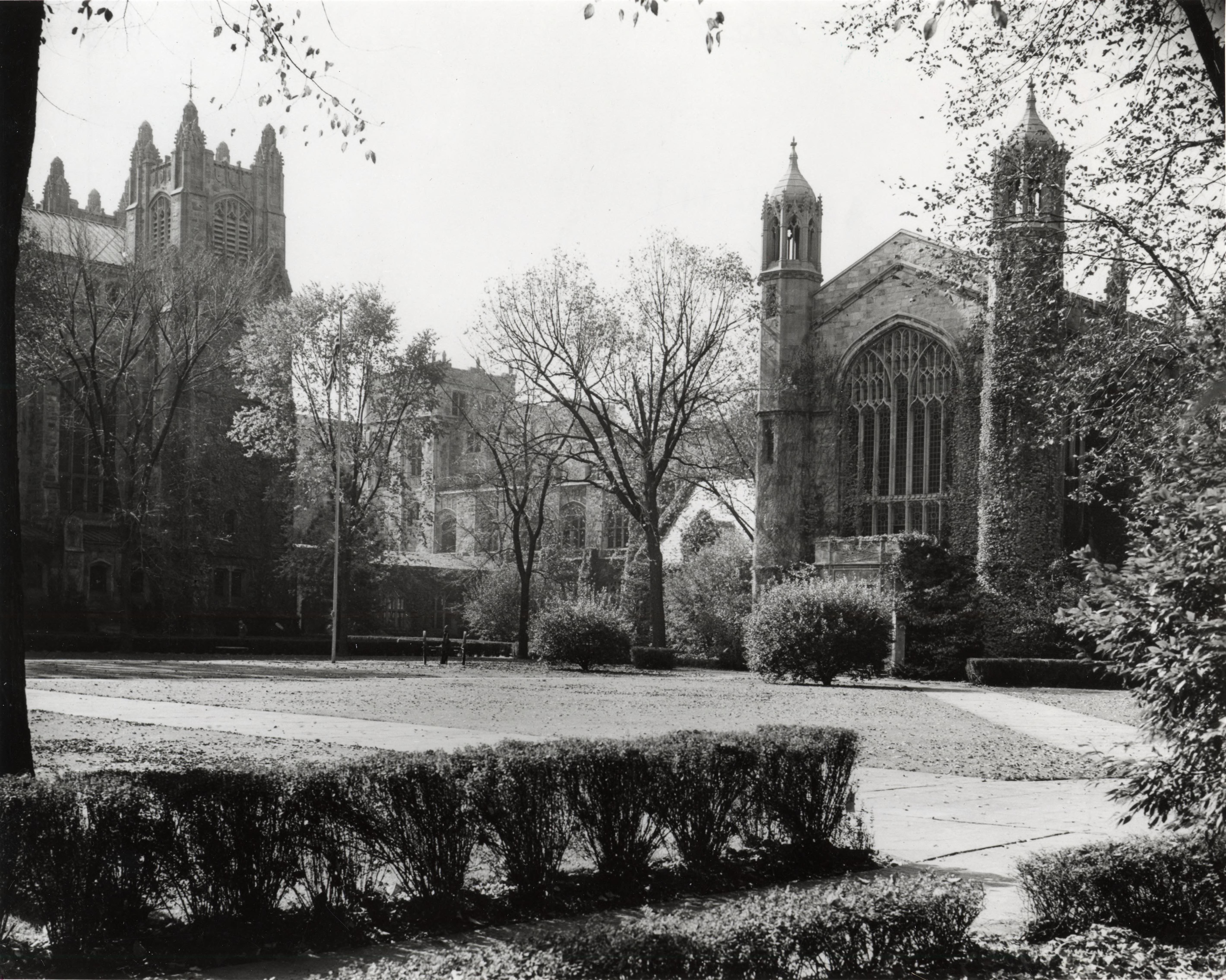
Cuadrángulo de la Ley, alrededor de la década de 1930

La Universidad de Míchigan fue fundada el 26 de agosto de 1817, como la Catholepistemiad, o la Catholcpistemiad Michigania, en virtud de una ley del Territorio de Míchigan. La existencia corporativa de la universidad tuvo su origen en el Acta de 1817, y ha sido continua a lo largo de todos los cambios posteriores de su ley orgánica. : 11 La Catholepistemiad, de siete sílabas, era una mezcla de latín y griego antiguo, y se traduce aproximadamente como "Escuela del Conocimiento Universal".
La Universidad de Míchigan se fundó en 1817 por la legislación del territorio de Míchigan en Detroit en un área de 7.76 kilómetros cedidos por el tratado de Fort Meigs por las poblaciones de Chippewa, Ottawa y Potawatomi. Ann Arbor separó 16 hectáreas que esperaba que se convirtiera en el lugar para una nueva capital del estado, pero ofreció esta propiedad para la universidad cuando Lansing fue escogida como nueva capital estatal. La tierra en Detroit fue vendida, y la universidad se mudó hacia Ann Arbor en 1837. Las 16 hectáreas originales se volvieron parte del actual campus central. En el siglo XXI, la  universidad ha iniciado una reflexión sobre la desigualdad sobre la que se basó el tratado de cesión por parte de los nativos americanos.

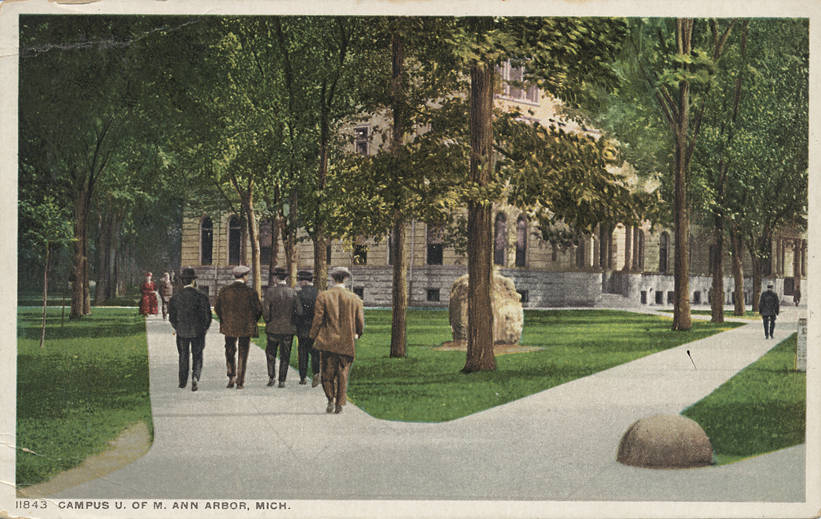
El Diag, ca. 1900

En 1838, los regentes contrataron a Alexander Jackson Davis, quien, según el superintendente John Davis Pierce, proporcionó unos diseños verdaderamente "magníficos" en el estilo del renacimiento gótico; pero, lamentablemente, la finalización de los mismos en ese momento supondría, como dijo Pierce, un gasto de medio millón de dólares.: 31  Aunque aprobaron los diseños, el ajustado presupuesto de la incipiente universidad obligó a los Regentes a abandonarlos finalmente y a adoptar en su lugar un plan mucho menos costoso. El superintendente de construcción de la primera estructura que se construyó para la universidad fue Isaac Thompson, un socio de Davis.
Asa Gray fue el primer profesor nombrado en Míchigan el 17 de julio de 1837. Su puesto fue también el primero dedicado exclusivamente a la botánica en cualquier institución educativa de los Estados Unidos de América. Las primeras clases en Ann Arbor se tuvieron en 1841, con seis alumnos de primer año y uno de segundo, con dos maestros impartiendo clases. Once estudiantes tomaron parte en la primera ceremonia de graduación en 1845. Para 1866, la plantilla creció a 1,205 estudiantes, muchos de los cuales eran veteranos de la guerra civil estadounidense. En 1870 se permitió el acceso a estudiantes femeninas, haciendo a esta universidad la primera gran universidad en hacerlo y la tercera a nivel nacional después del Colegio Oberlin en 1883 y la Universidad Lawrence en 1847.

## Ránquines

#### Internacionales
En el Ranquin Mundial de Universidades QS de 2022, la Universidad de Míchigan ocupó el puesto 23 en el mundo. Por su parte, la clasificación mundial de Times Higher Education de 2022 colocó a la UM en el puesto 24 a nivel global con base en la calidad de la enseñanza, la investigación, la transferencia de conocimiento y la perspectiva internacional. Otros Ránquines como U.S. News & World Report posiciona a la UM en el puesto 19 entre 1750 instituciones educativas a nivel mundial. Se destaca particularmente por su nivel académico e investigativo en las áreas de ciencias sociales, salud pública y artes y humanidades. Finalmente, la Universidad de Míchigan ocupa el puesto 26 de acuerdo con el Ranquin Académico de Universidades del Mundo, el cual evalúa el rendimiento académico y de investigación de más de mil instituciones en 68 países.

#### Nacionales
En la edición 2022 del U.S. News & World Report, la Universidad de Míchigan ocupó el tercer lugar entre las mejores universidades públicas del país y el puesto 23 a nivel nacional. Este ranquin también posicionó a la UM como la novena universidad con mayor nivel de innovación en los Estados Unidos. Otros logros y reconocimientos de la Universidad de Míchigan refieren a que es la cuarta institución con mayor número de voluntarios del Cuerpo de Paz, a saber, 2458 desde que la organización fue fundada en 1961. UM también clasificó como la sexta institución con mayor presencia de estudiantes internacionales, lo cual se refleja en la enseñanza de 65 lenguas.

## Campus

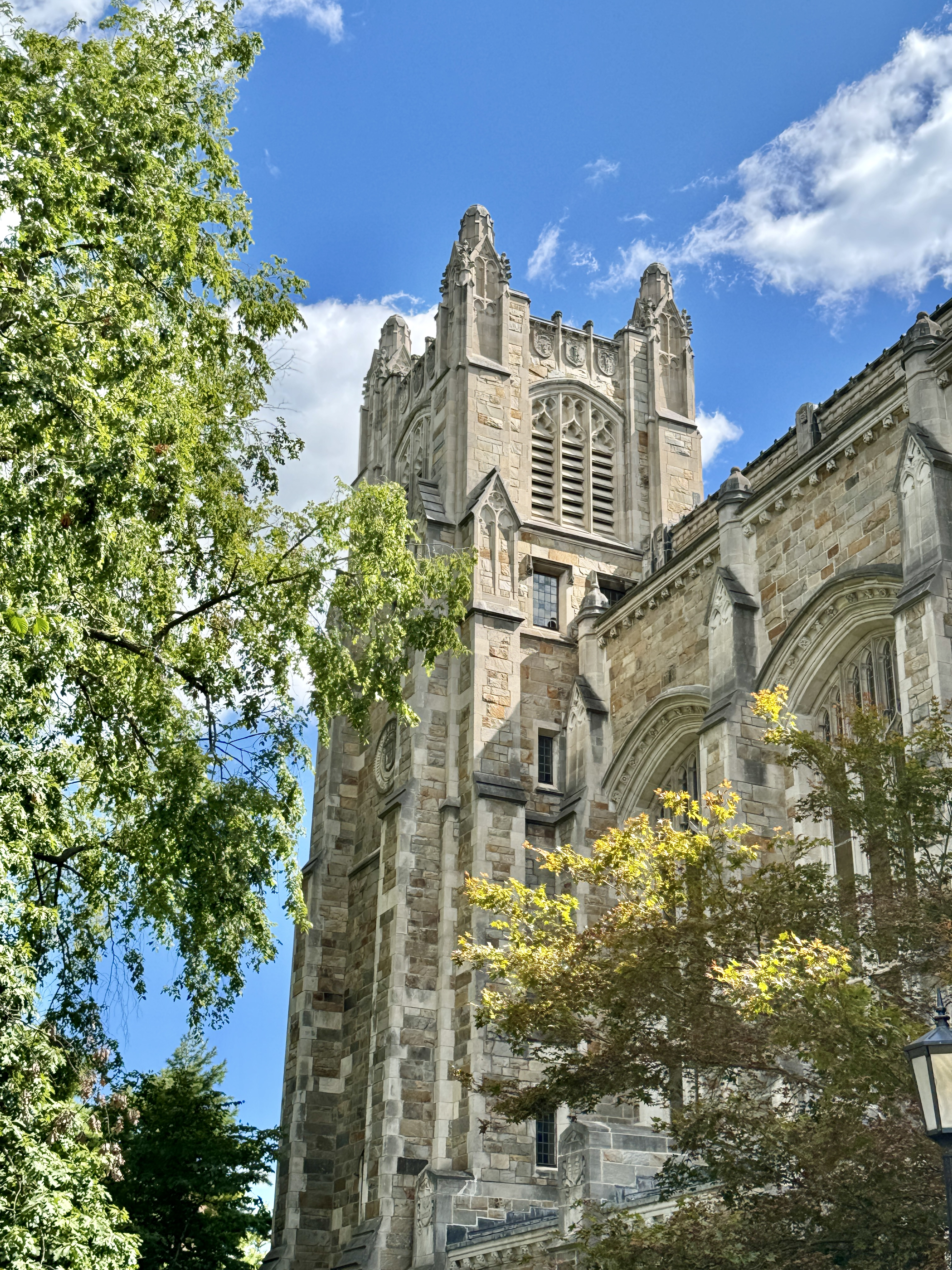
El extremo este de la Biblioteca de Derecho de la Universidad de Míchigan con hiedra creciendo en las paredes. Distrito Histórico Del Campus Central De La Universidad De Míchigan.

El campus de Ann Arbor está dividido en cuatro áreas principales: los campus Norte, Central, Médico y Sur. La infraestructura física incluye más de 500 edificios principales, con una superficie combinada de más de 37,48 millones de pies cuadrados (860 acres; 3482 kilómetros cuadrados). Las áreas del Campus Central y del Sur son contiguas, mientras que el área del Campus Norte está separada de ellas, principalmente por el río Huron. También hay espacio alquilado en edificios dispersos por la ciudad, muchos de ellos ocupados por organizaciones afiliadas al Sistema de Salud de la Universidad de Míchigan. En Plymouth Road se desarrolló un Campus Médico Este, con varios edificios propiedad de la universidad para la atención ambulatoria, el diagnóstico y la cirugía ambulatoria.

## Facultades
Actualmente, la Universidad de Míchigan cuenta con las siguientes facultades y escuelas:
- Facultad de Ingeniería
- Facultad de Literatura, Ciencia y las Artes
- Escuela Ford de Política Pública
- Escuela de Derecho
- Escuela de Medicina
- Escuela Ross de Negocios
- Escuela de Educación
- Escuela de Informática
- Escuela de Música, Teatro y Danza
- Escuela de Recursos Naturales y Medio Ambiente
- Facultad de Farmacia
- Escuela de Salud Pública
- Facultad de Arquitectura y Planificación Urbana Taubman

## Alumnos, Facultad y Empleados Destacados

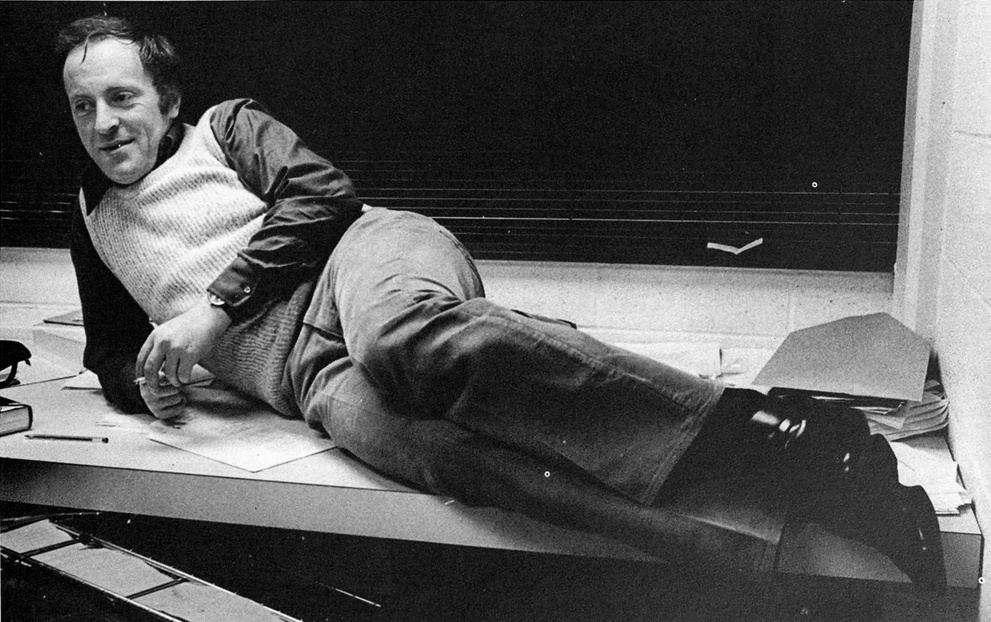
Joseph Brodsky enseñando en la Universidad de Míchigan, 1972

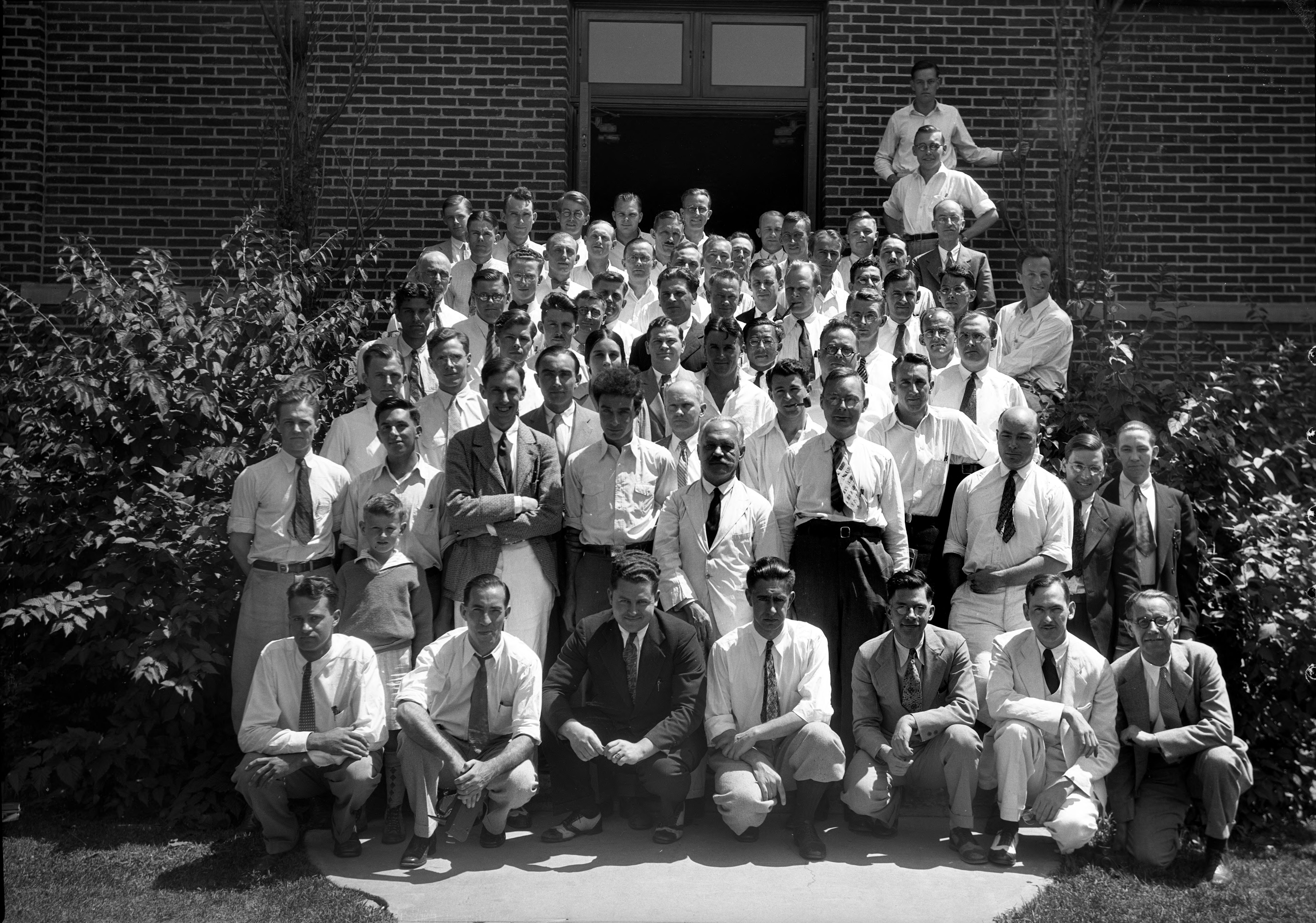
H.A. Kramers, segunda fila, sexto a la izquierda, con J. Robert Oppenheimer, segunda fila, cuarto a la izquierda, en una fotografía del Simposio de Verano sobre Física Teórica de 1931 en la Universidad de Michigan.

La Universidad de Míchigan es reconocida por su excelencia y prestigio académico, selectividad en las admisiones e inversión en distintas áreas de investigación. Esto se refleja en 26 Premios Nobel, 34 premios Pulitzer, 27 ganadores de la Rhodes Scholarship  y 16 ganadores de las Becas MacArthur que han estado asociados con la UM ya sea como alumnos, docentes o investigadores. Entre los Premios Nobel más destacados se encuentran Joseph Brodsky, Donald A. Glaser, Martinus Veltman y Gérard Mourou. Además a partir de noviembre del 2018, los actuales directores ejecutivos de 8 empresas del Fortune 500 asistieron a UM, lo que posiciona la institución en términos de innovación y tecnología.
A la UM también han asistido notables escritores como el dramaturgo Arthur Miller, la ensayista Susan Orlean, el periodista Mike Wallace, el guinosta Lawrence Kasdan y los novelistas Betty Smith, Brad Meltzer y Elizabeth Kostova entre otros. Algunos estudiantes famosos en la escena de Hollywood son los actores Michael Dunn, Darren Criss, James Earl Jones, David Alan Grier y las actrices Lucy Liu, Selma Blair y Gilda Radner. La UM también es reconocida debido a que más de 250 graduados se han desempeñado como legisladores, ya sea como senadores de los Estados Unidos (47 graduados) o como representantes del Congreso (más de 215 graduados). 
En 2012, la universidad contaba con casi 500.000 antiguos alumnos vivos.

## Deportes
Los Michigan Wolverines compiten en la Big Ten Conference de la División I de la NCAA. En 13 de los últimos 22 años (hasta 2021), UM terminó entre los cinco primeros de la Copa de Directores de la NACDA que otorga anualmente la Asociación Nacional de Directores Deportivos Universitarios (National Association of Collegiate Directors of Athletics en idioma inglés) a las instituciones más exitosas, y en 22 de los 29 en que se ha otorgado el trofeo, en el top 10.

## Museos
La universidad también alberga varios museos públicos y de investigación, como el Museo de Arte de la Universidad, el Museo de Historia Natural de la Universidad de Míchigan, el Observatorio de Detroit, el Museo de Odontología Sindecuse y el Museo de Arqueología Antropológica LSA.
El Museo Kelsey de Arqueología cuenta con una colección de artefactos romanos, griegos, egipcios y de Oriente Medio. Entre 1972 y 1974, el museo participó en la excavación del yacimiento arqueológico de Dibsi Faraj, en el norte de Siria[254]. El Museo Kelsey reabrió sus puertas el 1 de noviembre de 2009 tras una renovación y ampliación[255].
La colección del Museo de Arte de la Universidad de Míchigan incluye casi 19.000 objetos que abarcan culturas, épocas y medios de comunicación e incluyen arte europeo, americano, de Oriente Medio, asiático y africano, así como exposiciones cambiantes. El Museo de Arte reabrió sus puertas en 2009 tras una renovación y ampliación de tres años. El UMMA presenta exposiciones especiales y diversos programas educativos sobre las artes visuales, escénicas, cinematográficas y literarias que contextualizan la experiencia de la galería.
El Museo de Historia Natural de la Universidad de Míchigan comenzó a mediados del siglo XIX y se amplió enormemente con la donación de 60.000 especímenes por parte de Joseph Beal Steere en la década de 1870. El edificio también alberga tres museos de investigación: el Museo de Antropología y el Museo de Paleontología. En la actualidad, las colecciones se alojan y exponen principalmente en el edificio de los Museos Ruthven, terminado en 1928[258].